# Servigny-lès-Raville
Servigny-lès-Raville – miejscowość i gmina we Francji, w regionie Grand Est, w departamencie Mozela.
Według danych na rok 1990 gminę zamieszkiwało 347 osób, a gęstość zaludnienia wynosiła 24 osób/km² (wśród 2335 gmin Lotaryngii Servigny-lès-Raville plasuje się na 709. miejscu pod względem liczby ludności, natomiast pod względem powierzchni na miejscu 362.).